# ألبرت تايلور
ألبرت تايلور (14 يونيو 1894 في المملكة المتحدة - 19 أغسطس 1960 في المملكة المتحدة) (بالإنجليزية: Albert Taylor)‏ هو لاعب كريكت بريطاني (وحمل سابقاً جنسية المملكة المتحدة لبريطانيا العظمى وأيرلندا). لعب مع نادي وارويكشاير للكريكيت ‏.

## وصلات خارجية
- ألبرت تايلور على موقع إي آس بي آن كريك إنفو (الإنجليزية)